# ひげを剃る。そして女子高生を拾う。
『ひげを剃る。そして女子高生を拾う。』（ひげをそる そしてじょしこうせいをひろう）は、しめさばによる日本のライトノベル。20代のサラリーマンと、家出した女子高生が出会い、共同生活を送るさまが描かれる。略称は「ひげひろ」。「次のヒット作はこれだ！ 新作ラノベ総選挙2018」（ブックウォーカー）では4位を獲得している。
本作は「カクヨム」にて2017年より投稿が開始された。書籍版は同社の角川スニーカー文庫より2018年から2021年まで刊行され、イラストはぶーたと足立いまる（4巻）が担当している。2024年10月時点で電子版を含めたシリーズ累計部数は300万部を突破している。『このライトノベルがすごい！』文庫部門では2019年版で4位を獲得している。「ラノベ好き書店員大賞2019」文庫部門で2位を獲得している。
また、コミカライズおよびアニメ化などメディアミックスも行われている。

## あらすじ
このあらすじは、原作の小説全5巻をもとに作成している。

### 第1巻
IT企業に勤める吉田は、入社以来5年間想い続けてきた2歳年上の後藤愛依梨に告白したものの、すでに5年越しの恋人がいるとあっさり断られ、職場の友人の橋本とやけ酒をあおることになる。アパートに戻る途中、電柱の陰でうずくまっている制服姿の女子高生に気が付く。吉田が声をかけると、彼女は「ヤらせてあげるから泊めて」と衝撃の提案をする。吉田が拒否すると、「じゃあ、只で泊めて」と返される。夜間とはいえ近所の目もあるので、吉田は翌日には追い出すつもりで彼女を泊めることにする。深酔いした吉田はそのままベッドで寝込んでしまい、その前に、「味噌汁がのみたい」とつぶやいたようだ。
目を覚した吉田は、キッチンで女子高生が味噌汁を作っているのに気づく。吉田は昨夜、（意識の無いまま）彼女を襲っていないことを確認し安堵する。彼女は沙優と名乗り、吉田は彼女の作った味噌汁をいただくことになり、追い出す機会を失する。沙優に問い詰められるままに、吉田は後藤に振られたことまで話してしまう。沙優は「私が慰めてあげようか」と挑発するが、吉田は自分の倫理観、正義感からそれを退ける。沙優はさらに「目の前にヤッてもいいって言ってる女子がいるのに、なんで襲わないわけ？今までなんにも要求しないで親切に泊めてくれる人なんていなかったよ」と続け、吉田は絶句する。
沙優は北海道・旭川市の高校2年生で、「（親は）多分いなくなってせいせいしているから大丈夫。ここから追い出されたら、今までと同じように泊めてくれる人を探す」と話す。吉田は沙優の倫理観、価値観がひどく歪んでいるのに気づき、働くことを条件に住むことを認め、馬鹿なお前の思考を叩き直してやると宣言する。沙優の家事能力は吉田の想定以上であった。吉田は沙優に部屋着や布団を買い、連絡手段としてスマホを調達する。何も求めず、ひたすら優しい吉田に対し沙優が不安を口にすると、吉田は「沙優のおかげで自分の生活がかなり楽しいものになった。ここにいてくれ」と自分の素直な気持ちを説明する。

### 第2巻
沙優は近くのコンビニでバイトを始め、バイト仲間の結城あさみと親しくなり、家に呼ぶ。あさみは二人の嘘をすぐに見抜くものの、沙優の隠していることを、自分が勝手に言うことはできないという吉田の言葉から、彼が良い「保護者」であることを認める。出張拒否をきっかけに、吉田は後藤からご飯に誘われ、後藤が自分を好きなことを知らされ、吉田は未成年の女子と同居していることを打ち明ける。後藤はその子とやましい関係がないことを確認してから、吉田の家に行きたいと言い出す。そのころ、沙優は吉田がいない不安から、唐突に高校の友人のことを思い出し、トイレに駆け込み嘔吐する。
吉田の嘘はすぐに後藤に看破され、沙優を近所で拾ってきたことを正直に話す。後藤は二人の性的な関係を確認し、夕食の肉じゃがの話から新婚さんみたいとからかう。後藤は吉田を買い物に行かせ、「いつまでここにいる気？吉田君が許しても、社会は許してくれないのよ」と話す。沙優は誰かに嫌なことから逃げるなと言ってほしかったことに気付く。後藤は「吉田君には甘えていいけど、少しずつ、これからどうしていくのか考えるべきだよ」と諭す。沙優は必ずここを出て、元いた場所に戻ることを約束する。後藤は沙優の中で育ちつつある吉田への想いを見届けるまで、吉田を欲しがらないことにする。
かつて、家出中の沙優を泊めたことのある矢口恭弥が同じコンビニのシフトに入り、性的な関係を迫るが、沙優は激しく拒否する。そのとき、沙優からのメッセージを受け取った吉田が戻り、矢口を追い出す。あさみはそのことを知り、矢口を平手打ちし、沙優に謝罪させる。あさみは沙優を自転車に乗せて、小高い丘の上の公園に星を見に行く。あさみは、星々に比べて自分たちは小さなものだけど、自分たちの歴史と未来があるんだと語る。翌日、沙優は未来のことを考えられるようになったので、もう少し一緒にいてくれませんかと話し、吉田はえらいよと言いながら沙優の頭を乱暴に撫でる。

### 第3巻
仙台支部から異動になった神田蒼が紹介されると、吉田は思わず声を上げる。神田は高校時代の1年先輩で、吉田が告白し、初めて付き合った女性である。沙優は夕食時に上の空の吉田を問い詰め、吉田が高校時代に神田と付き合っていたことを知る。神田は吉田をご飯に誘い、吉田が付き合っている女性がいないと分かると、唐突に「あたしとホテルに行こっか」と口にする。神田の誘惑に乗る寸前で、吉田は夕ご飯を作っているであろう沙優の顔を思い出し、やめておきますと答える。いつもコンビニの前に停まっている高級車から背の高い男性がやってきて、沙優を探していると告げるが、矢口の機転でその場は言い逃れる。
沙優は北海道の家に帰りたくないのか、吉田さんと離れたくないのか…分かんなくなっちゃったと独り言のように話す。二人は花火の音に気付き、お祭りに行く。レンタルの浴衣を身に着けた沙優に「浴衣、どう」と訊かれ、吉田は「綺麗だ」と思わず言ってしまう。吉田は沙優を子供と考えていたが、自信が持てなくなる。沙優がいなければ祭りに来ることもなかった、沙優がいることにより自分の生活に人間味が増したなどと考えていると、沙優がいないことに気付く。吉田はあわてて周辺を探し回る。沙優を見つけ「沙優がいなくなってめちゃくちゃ焦った」と言うと、沙優は「もう、どこにも行かないから」と返す。
朝の7時に荻原一颯が吉田家を訪ねてくる。彼は有名な冷凍食品メーカー「おぎわらフーズ」の代表取締役であり、沙優の兄だと名乗り、沙優を引き取りに来たと告げる。一颯が「母さんが、沙優を心配している」と言うと、沙優は冷たく「それは、嘘。お母さんが私のことを心配しているわけがないじゃん」と言う。吉田は家出の原因の多くが母親にあることを理解し、数日の猶予を申し出る。沙優は「私自身がちゃんと考えなきゃいけないと思うようになった。その答えが分かるまで、帰りたくない」と気持ちを説明する。一颯は一週間くらいならごまかせるので、その間にじっくり考えていいよと告げる。

### 第4巻
沙優は母親から嫌われており、いくら頑張っても褒められたことがない。それなりの高校に入っても、学校の雰囲気になじめず、友達もできなかった。二年生の春に人気者の男子に告白されたことから、同じクラスで学園カースト上位の悠月から疎まれ、沙優は完全に孤立するようになる。そんな沙優に真坂結子が接近し、友達になる。沙優にとって、結子と過ごす学校生活はとても楽しいものとなる。しかし、悠月のグループが結子に嫌がらせを始め、結子の様子がおかしくなる。結子は「沙優ちゃんに迷惑をかけた。沙優ちゃんが全然笑わなくなっことが何よりつらかった」と言い残し、沙優の目の前で屋上から飛び降りる。
沙優は学校、警察から何度も事情聴取を受け、家にはマスコミが押しかけてくる。沙優は学校に行けなくなる。母親は沙優を責め、沙優はひたすら「ごめんなさい」を繰り返す。しかし、「本当はあなたが殺したんじゃないでしょうね」と言われたとき、沙優の我慢は限界に達し、母を平手でたたき、そんなに目障りなら消えてあげると叫んでいた。兄が渡してくれた30万円を使い切ると、沙優は体を代償に男性の家に泊めてもらう生活を続けてきた。吉田は話してくれてありがとうと言い、沙優は聞いてくれてありがとうと返す。あさみは頑張ってきたんだね、えらいじゃんと沙優の頭を胸に抱きながら、その背中をさする。
一颯が吉田を朝食に誘い、その席上で沙優が親に愛されない理由を話す。吉田さんは沙優にとって初めての親のような存在だったのでしょうと言いながら、一颯は深々と頭を下げる。沙優が少し離れた公園に星を見に行きたいと言い出す。二人は丘の上の公園の芝生に仰向けになる。沙優はこの場所であさみが自分のひどい過去を肯定してくれたこと、吉田さんと出会ってとても幸せな気持ちになり、ずっとここにいたいと思っていることを途切れ途切れに話す。しかし、沙優は私はここにいたらダメなんだ、過去と逃げずに向き合わなければいけない、そうしないと吉田さんと出会ったことが無駄になると続ける。

### 第5巻
吉田は一颯とともに沙優を北海道の家まで送っていくことにする。沙優の希望で高校に立ち寄り、沙優と吉田は夜の学校に忍び込む。屋上に出ると、事件後に高いフェンスが設置されていた。沙優の呼吸が荒くなり、「あの子を追い詰めたのは、私なんだ」と声にする。吉田はお前のせいじゃない、沙優に近づこうとしたのはその子自身の意志だと語りかける。沙優が自分にかけた呪いを解くため、「取り返しのつかない結果になったが、もう済んだことだ。沙優が自分のことを許してやらなきゃ、一生ここから動けないんだよ」と、沙優を強く抱きしめる。沙優は吉田の腕の中でひたすら泣き続け、ついに「またね、結子」とつぶやく。
沙優の家に到着して玄関に入ると、母親は沙優を平手打ちし、「あんたのせいで大変だったのよ」と叫ぶ。一颯は母親に長いこと保護してくれた人と吉田を紹介する。居間に四人がそろうと、母親はみんなに迷惑をかけて、本当に何がしたいのか分からないと不満を吐き出す。沙優は怒りをにじませながら、分かろうともしないくせに、私は母さんから逃げ出したかっただけと返す。母親の矛先が吉田にも向けられると、沙優は「吉田さんは、母さんとちがって、家族みたいに私のことを大切にしてくれたよ」と抗議する。母親は怒りの表情で、「あなたなんて産むんじゃなかった」と口にし、室内は静まり返る。
吉田は怒りに駆られる自分を抑え、沙優の親はあなたしかいない、自分には資格がないので沙優が一人立ちできるまで育ててやってくださいと土下座する。一颯も僕からもお願いしますと吉田に倣う。母親はあなたたち何なのよと取り乱し、吉田と沙優は席を外す。母親は一颯の説得により、高校卒業まで実家にいることに同意する。沙優は母親に謝罪し、母親も「あんたの親は私しかいないんだもね」と口にする。空港で、一颯は改めて本当にありがとうございますと頭を下げる。二人きりになり、沙優は「私、吉田さんのことが好き」と口にし、吉田はごまかすのが精いっぱいである。吉田は「またな」と言い、沙優は「またね」と返す。
家に帰ると、吉田は思わず「ただいま」と言ってしまう。沙優の不在が大きな違和感となっていることに気付き、愕然とする。大丈夫じゃないのは俺の方だとつぶやく。それから2年が経ち、後藤とはまだ恋人関係にはなれていない。今日も後藤からごはんの誘いがあったが、あさみとの先約があるので断る。あさみは待ち合わせ場所は吉田家と指定し、なぜか吉田の移動状況を頻繁に確認する。家に向かう途中の電柱の下に人がうずくまっている。吉田はそれが「彼女」であることに気付き、こんな時間になにしてるんだと声をかける。彼女は「また会えたね、おじさん泊めてよ」と口にする。

## 登場人物
声の項はテレビアニメ版の声優。
吉田（よしだ）
声 - 興津和幸
本作の主人公。IT企業に勤めるサラリーマンで、年齢は26歳。東京都にある自宅で一人暮らしをしていたが、沙優と出会ってからは同居している。
優しく、まっすぐな性格の持ち主。作中では複数の女性から好意を寄せられているが、本人は「年上で巨乳の女性」が理想の女性像で、加えて自身に向けられる好意には鈍感なところがある。
荻原 沙優（おぎわら さゆ）
声 - 市ノ瀬加那
本作のヒロインの一人。北海道旭川市の高校に在籍している女子高生。家出先の東京で吉田と出会い、彼の住まいで共同生活を送っている。Fカップの巨乳。
吉田と出会う前は仮の宿を得るために男と性交するという俗に言う「ヤドカリ援交」を繰り返していた。ある深夜電柱の下で寝ていたところ吉田に声をかけられる。その夜は吉田の家に宿泊し酔った吉田の要望で味噌汁を作る。沙優は吉田を誘惑し同居を許可してもらおうとするが、吉田は「働く」ことや、沙優の曲がった根性を叩き直すことを条件とし同居を許可する。吉田と同居している間は吉田宅の家事をしたり、吉田宅から程近いコンビニエンスストアでアルバイトをするなどして生活している。
後藤 愛依梨（ごとう あいり）
声 - 金元寿子
本作のヒロインの一人。吉田の職場の上司。吉田の理想のタイプで2歳年上の28歳女性。吉田が思わず目を奪われるほどの巨乳で、Iカップという大きさを誇る。
吉田からは5年に渡って好意を寄せられており、告白もされている。自身も吉田に好意を抱いているが、まだ機が熟していないという判断から彼の告白を断っており、後に「機が熟したら自分から告白する」と吉田に約束している。過去に1か月間家出をしたことがあり、自分を拾ってくれた男性に対して好意を抱いてしまったことに対しての複雑な心境を作中で語っている。『Another side story 後藤愛依梨 上』では吉田と2人きりで温泉旅行に行きお互いに両想いだということを再確認した。実家に戻った沙優が戻ってきた時には沙優をみてとても綺麗になったと話していた。
三島 柚葉（みしま ゆずは）
声 - 石原夏織
本作のヒロインの一人。吉田の職場の後輩OL。吉田が教育係として面倒を見ており、彼女も吉田を慕っている。
おじさんウケがいいことを自覚している。職場では当初わざと「できない自分」を演じていたが、そんな自分にも真摯に接し続ける吉田に恋心を抱いた、という経緯を持つ。映画鑑賞が好きで、吉田宅の最寄り駅にある映画館にしばしば足を運んでいる。沙優と同居していることをあまり快く思っておらず最初はかなり否定的だったが、沙優が置かれていた状況や吉田の沙優を見る真っ直ぐな目を理解してからは沙優にアドバイスを送ったり吉田をたすけようと尽力している。しかし、沙優は吉田のことが好きでは？という沙優の気持ちを1番に見抜いており、沙優のことをライバル視している。『Another side story 三島柚葉』では吉田への恋心にしっかり区切りをつけて前進している。
神田 蒼（かんだ あお）
本作のヒロインの一人。吉田の高校時代の1学年先輩。高校時代、吉田から告白されて交際していたが、自身の高校卒業を機に自然消滅という形で別れる。その後、吉田が勤めるIT企業の支社で働いており、人事異動で吉田の同僚となる。愛依梨とは最初馬が合わないと思ってお互い苦手意識があったが、吉田の話で意気投合しことある毎に愛依梨を飲みに誘っている。立場的には愛依梨の方が上なのだが蒼はタメ口で話している場面も多く、最初愛依梨には快く思われてなかったが今ではお互いタメ口で話せる仲になっている。
アニメ版では写真のみの登場となっている。
橋本（はしもと）
声 - 小林裕介
吉田の職場の同僚。親しみやすいが冷静な性格で、沙優と暮らすことになった吉田の相談相手となる。
結城 あさみ（ゆうき あさみ）
声 - 川井田夏海
沙優が東京に来てから知り合った女子高生。非行少女風の派手な外見とは裏腹にしっかり者で、沙優の東京での初めての友人となる。実は弁護士の母、政治家の父を持つ令嬢。小説家を夢見ている。自身のギャル語はあまり定着しておらず時々素に戻ることがある。沙優が実家に帰った後も吉田と小説の感想を語り合うなど交流を続けている。
矢口 恭弥（やぐち きょうや）
声 - 逢坂良太
かつて沙優と性交に及んだ男。バイト先で沙優と再会し、過去のことを逆手に取って吉田宅にて沙優と行為に及ぼうとする。しかし、吉田の一喝とあさみからの平手打ちを食らったことで、今後は沙優に手を出さず、過去のことも言いふらさないことを約束し、以後は荻原 一颯がバイト先に来たときなど沙優に協力的になっている。
遠藤（えんどう）
声 - 河西健吾
吉田の会社の同僚。沙優が吉田と住むようになり、吉田が出張を断り定時で上がるようになったため、代わりに出張へ行かされるようになった。吉田が出張を断る理由が気にはなるものの、踏み込んだデリカシーのない質問はしない仲間思いの面を持つ。
真坂 結子（まさか ゆうこ）
声 - 石見舞菜香
沙優の高校の友人。沙優にとって人生で初めての友人だったが、ある男子生徒からの告白を、沙優が断ったことからその男子生徒のことが好きだった女子生徒らに逆恨みされ、沙優の友達である結子がイジメを受けるようになる。精神的なダメージを負い、沙優の眼前で学校の屋上から飛び降り自殺を図り死亡。この死は沙優を長く苦しめることになり、沙優の家出の原因の発端となった。
荻原 一颯（おぎわら いっさ）
声 - 鳥海浩輔
「おぎわらフーズ」の代表取締役社長であり、沙優の兄。結子の自殺で母親から責められた沙優に大金を渡して実家と距離を置くよう指示する。妹を思っての行動だったが、これが後に沙優の家出につながってしまう。母親に命じられ沙優を探すが、常に妹を気遣っていて、吉田に対しても礼儀正しく紳士的な対応をする。
沙優の母
声 - 柚木涼香
沙優が最終的に家出する原因を作った張本人。もともと沙優との折り合いが悪く、結子の自殺で嗅ぎ付けたマスコミの対応をするうちに、精神的に不安定となる。そのため、「あなたが（結子を）殺したのでは？」と、突き放す一言を言ってしまう。沙優の家出以降、学校には「部屋から出てこない」で通そうとしたが、「母親が娘を監禁している」と誤解され、更に情緒不安定になった。娘の心配よりも、世間体を気にする人物。
沙優の父
「おぎわらフーズ」の先代社長で、沙優に関わる一連の元凶とも言うべき人物。浮気性で、妻が沙優を身ごもった際には中絶を迫った無責任な夫。夫婦間を繋ぐ意味で妻は沙優を出産するも、そのころには妻への愛情はなくしばらくして家族の前から完全に姿を消す。その後、育児に愛情を注げなくなった妻と沙優との関係性はどんどん悪くなり、結子の死がきっかけで完全に崩壊してしまった。

## 作風
本作は、サラリーマンの吉田と女子高生の沙優が疑似家族のような関係を築きつつ、互いに自分のことを見つめ直していくという内容の人間ドラマである。筆致は軽妙で読者が読みやすいものになっており、この筆致の軽さも相俟って読者の共感を集め、結果、本作は「カクヨム」で好評を博した。
吉田と沙優は性別や世代、家庭環境が異なる赤の他人であり、この2人の関係性については様々な評価がなされている。ライターの榎元敦は、現代日本社会は「孤独」や「他人との距離感」が話題になる社会であり、その社会にあって、擬似家族の形成という問題を孕んでいる本作は新しいトレンドになりうる、と評している。他方で、ライターの飯田一史は、作中で吉田が沙優に「日々の生活のパートナー」であることを求めている点に着目し、作家や読者に、ただ都合よく異性と楽しくコミュニケーションを取りたいという潜在的な欲求があるように感じる、と述べている。

## 制作背景
本作の作者・しめさばは、もともと「カクヨム」で活動しており、本作を書く前はハイ・ファンタジーを執筆していた。本作を執筆したのは、普段書いている作品とは異なるジャンルの作品を書こうと思い立ったことがきっかけであり、作品の構想を練っているときに思い浮かんだ「じゃあ、タダで泊めてよ」というセリフがトリガーとなって本作が誕生した。
しめさばによると、第2巻に収録されているエピソードを執筆しているときに書籍化の提案があったという。ただ、この時点では新しい作品を立ち上げてデビューする方向も検討されていたといい、最終的には、しめさば本人の意向もあり本作の書籍化が決まった。なお、本作は当初、『剃り残した髭、あるいは、女子高生の制服』というタイトルで執筆されていたが、書籍化に伴い「ライトノベルらしいものに変えよう」と模索した結果、現在のタイトルにたどり着いたという。

## 既刊一覧

### 小説
- しめさば（著）・ぶーた（イラスト、4巻では「キャラクター原案」としてクレジット）・足立いまる（イラスト、4巻のみ）、KADOKAWA〈角川スニーカー文庫〉、全9巻
  - 『ひげを剃る。そして女子高生を拾う。』2018年2月1日初版発行（同日発売[18]）、ISBN 978-4-04-106475-7
  - 『ひげを剃る。そして女子高生を拾う。2』2018年6月1日初版発行（同日発売[19]）、ISBN 978-4-04-107084-0
  - 『ひげを剃る。そして女子高生を拾う。3』2019年1月1日初版発行（同日発売[20]）、ISBN 978-4-04-107085-7
  - 『ひげを剃る。そして女子高生を拾う。4』2020年8月1日初版発行（同日発売[21]）、ISBN 978-4-04-108260-7
  - 『ひげを剃る。そして女子高生を拾う。Each Stories』2020年12月26日初版発行（同日発売[22]）、ISBN 978-4-04-108261-4
  - 『ひげを剃る。そして女子高生を拾う。5』2021年6月1日初版発行（同日発売[23]）、ISBN 978-4-04-108262-1
  - 『ひげを剃る。そして女子高生を拾う。 Another side story 三島柚葉』2021年12月1日初版発行（同日発売[24]）、ISBN 978-4-04-111763-7
  - 『ひげを剃る。そして女子高生を拾う。 Another side story 後藤愛依梨 上』2022年5月1日初版発行（4月28日発売[25]）、ISBN 978-4-04-111764-4
  - 『ひげを剃る。そして女子高生を拾う。 Another side story 後藤愛依梨 下』2023年9月1日初版発行（同日発売[26]）、ISBN 978-4-04-112787-2

### 漫画
足立いまるによる本編のコミカライズ作品が『月刊少年エース』にて2019年1月号（2018年11月26日発売）から2025年3月号（同年1月24日発売）まで連載された。
2021年3月5日から12月3日まではバラマツヒトミによる『Each Stories』のコミカライズが『少年エースPlus』にて配信された。
- しめさば（原作）・ぶーた（キャラクター原案）・足立いまる（漫画） 『ひげを剃る。そして女子高生を拾う。』 KADOKAWA〈角川コミックス・エース〉、全13巻
  1. 2019年5月25日初版発行（同日発売[28]）、ISBN 978-4-04-108351-2
  2. 2019年10月26日初版発行（同日発売[29]）、ISBN 978-4-04-108857-9
  3. 2020年5月26日初版発行（同日発売[30]）、ISBN 978-4-04-109452-5
  4. 2020年11月26日初版発行（同日発売[31]）、ISBN 978-4-04-109453-2
  5. 2021年3月26日初版発行（同日発売[32]）、ISBN 978-4-04-111204-5
  6. 2021年8月26日初版発行（同日発売[33]）、ISBN 978-4-04-111707-1
  7. 2022年2月25日初版発行（同日発売[34]）、ISBN 978-4-04-111708-8
  8. 2022年7月26日初版発行（同日発売[35]）、ISBN 978-4-04-112721-6
  9. 2022年12月26日初版発行（同日発売[36]）、ISBN 978-4-04-113268-5
  10. 2023年6月26日初版発行（同日発売[37]）、ISBN 978-4-04-113828-1
  11. 2024年2月26日発売[38]、ISBN 978-4-04-114553-1
  12. 2024年10月25日発売[39]、ISBN 978-4-04-115179-2
  13. 2025年3月24日発売[40]、ISBN 978-4-04-115821-0
- しめさば（原作）・ぶーた（キャラクター原案）・バラマツヒトミ（漫画） 『ひげを剃る。そして女子高生を拾う。 Each Stories』 KADOKAWA〈角川コミックス・エース〉、全2巻
  1. 2021年8月26日初版発行（同日発売[41]）、ISBN 978-4-04-111709-5
  2. 2022年2月25日初版発行（同日発売[42]）、ISBN 978-4-04-112197-9

## テレビアニメ
2019年12月にアニメ化企画が進行していることが明らかとなり、2020年7月に媒体および主要スタッフが、同年10月にキャストおよび追加スタッフが発表された。その後、2021年4月から6月までAT-X、TOKYO MX、BS11にて放送された。

### スタッフ
- 原作 - しめさば[43]
- キャラクター原案 - ぶーた[43]
- 監督 - 上北学[43]
- 副監督 - 高橋雅之[16]
- シリーズ構成 - 赤尾でこ[43]
- キャラクターデザイン - 野口孝行[43]
- プロップデザイン - 宮川治雄[16]
- 色彩設計 - 鈴木ようこ[16]
- 美術監督 - 葛琳[9]
- 美術設定 - 高橋麻穂[16]
- 撮影監督 - 上條智也[9]
- CGラインディレクター - 齋藤権志[16]
- 音響監督 - 明田川仁[9]
- 音楽 - 菊谷知樹[9]
- 音楽制作 - ポニーキャニオン[9]
- 音楽プロデューサー - 澤畠康二[16]
- 編集 - 坪根健太郎[16]
- チーフプロデューサー - 小田元浩[16]、森井巧[16]、轟豊太[16]
- プロデューサー - 佐々木秀太[16]、兄部萌柚子[16]、南原充宏[16]、野島鉄平[16]、大和田智之[16]、柏木豊[16]、下梶谷敦[16]、小澤文啓[16]、吉川敦史[16]（5-13）
- プロデュース - DREAM SHIFT[43]
- アニメーションプロデューサー - 糀谷智司[16]
- アニメーション制作 - project No.9[43]
- 製作 - 『ひげひろ』製作委員会[9]

### 主題歌
「おもいでしりとり」
DIALOGUE+によるオープニングテーマ。作詞・作曲は田淵智也（UNISON SQUARE GARDEN）、編曲は睦月周平。
「Plastic Smile」
石原夏織によるエンディングテーマ。作詞は磯谷佳江、作曲は三好啓太、編曲は佐藤純一（fhána）。

### 評価
アメリカのアニメ評価サイト「Anime Trending」が主催した「第8回 Anime Trending Awards」ではBOY OF THE YEAR部門で吉田が7位、GIRL OF THE YEAR部門で荻原沙優が6位、DRAMA ANIME OF THE YEAR部門で6位をそれぞれ獲得している。

### 各話リスト
| 話数   | サブタイトル       | シナリオ | 絵コンテ        | 演出           | 作画監督                                                                                    | 総作画監督                                                   | 初放送日      |
| ------ | ------------------ | -------- | --------------- | -------------- | ------------------------------------------------------------------------------------------- | ------------------------------------------------------------ | ------------- |
| 第1話  | 電柱の下の女子高生 | 赤尾でこ | 上北学          | 守田芸成       | 佐藤勝行 正金寺直子 正木優太 垣内郁美                                                       | 野口孝行                                                     | 2021年 4月5日 |
| 第2話  | 携帯               | 赤尾でこ | 高橋雅之        | 久保太郎       | 内野明雄 水野隆宏 洪範錫                                                                    | 野口孝行 佐藤勝行                                            | 4月12日       |
| 第3話  | 共同生活           | 赤尾でこ | 藏本穂高        | 藏本穂高       | 垣内郁美 中村和代 村長由紀 青野厚司 前田義宏                                                | 野口孝行 大塚八愛                                            | 4月19日       |
| 第4話  | バイト             | 金子祐介 | 齋藤徳明        | 加藤顕         | 鐘文山                                                                                      | 野口孝行 佐藤勝行                                            | 4月26日       |
| 第5話  | 現実               | 金子祐介 | 高橋雅之        | 小林彩         | 正木優太 西島圭祐 中村玲                                                                    | 野口孝行 緒方浩美                                            | 5月3日        |
| 第6話  | 星空               | 杉澤悟   | ほりうちゆうや  | ほりうちゆうや | 垣内郁美 正金寺直子 前田義宏                                                                | 野口孝行                                                     | 5月10日       |
| 第7話  | 恋慕               | 赤尾でこ | 北村淳一        | 久保太郎       | 内野明雄 水野隆宏 輿石暁 藤澤俊幸 STUDIO MASSKET                                            | 野口孝行 佐藤勝行 正金寺直子                                 | 5月17日       |
| 第8話  | 夏祭り             | 赤尾でこ | 藏本穂高        | 藏本穂高       | 村長由紀 正木優太 早乙女啓 高瀬さやか 高橋優志                                              | 野口孝行 紙葉札 緒方浩美                                     | 5月24日       |
| 第9話  | 過去               | 杉澤悟   | 齋藤徳明        | 加藤顕         | 鐘文山                                                                                      | 野口孝行 佐藤勝行 正金寺直子                                 | 5月31日       |
| 第10話 | 証明               | 金子祐介 | 高橋雅之 上北学 | 小林彩         | 茂木琢次 前澤弘美 中村和代 高瀬さやか 宇佐美翔平 森出剛 入江充                              | 野口孝行 佐藤勝行 正金寺直子 緒方浩美 大塚八愛               | 6月7日        |
| 第11話 | 覚悟               | 赤尾でこ | 大石康之        | 大石康之       | 早乙女啓 正木優太 水野隆宏 藤澤俊幸 河江陽向 今里佳子 宇佐美翔平 木下ゆうき 清水勝祐 森出剛 | 野口孝行 佐藤勝行 正金寺直子 大塚八愛 渡辺奏 小川エリ 紙葉札 | 6月14日       |
| 第12話 | 母親               | 赤尾でこ | 高橋雅之        | 守田芸成       | 手島勇人 南原孝衣子 茂木琢次 宇佐美翔平 粕川みゆき 吳暁偉 尤倩 趙冠雄 鄭峰 関鵬 周佩明      | 野口孝行 佐藤勝行 正金寺直子 緒方浩美 大塚八愛               | 6月21日       |
| 第13話 | 未来               | 赤尾でこ | 上北学          | 上北学         | 高橋優志 高橋なぎさ 日野貴史                                                                | 野口孝行 佐藤勝行 正金寺直子 緒方浩美 大塚八愛               | 6月28日       |

### 放送局
| 放送期間               | 放送時間                     | 放送局   | 対象地域 | 備考                                            |
| ---------------------- | ---------------------------- | -------- | -------- | ----------------------------------------------- |
| 2021年4月5日 - 6月28日 | 月曜 22:30 - 23:00           | AT-X     | 日本全域 | 製作参加 / CS放送 / 字幕放送 / リピート放送あり |
| 2021年4月6日 - 6月29日 | 火曜 0:00 - 0:30（月曜深夜） | TOKYO MX | 東京都   |                                                 |
|                        |                              | BS11     | 日本全域 | 製作参加 / BS放送 / 『ANIME+』枠                |

| 配信開始日    | 配信時間                       | 配信サイト |
| ------------- | ------------------------------ | --- |
| 2021年4月6日  | 火曜 0:00 - 0:30（月曜深夜）   | ABEMA |
| 2021年4月11日 | 日曜 0:00（土曜深夜）以降 更新 | dアニメストア U-NEXT アニメ放題 Amazon Prime Video FOD Hulu ひかりTV J:COMオンデマンド TELASA auスマートパスプレミアム Rakuten TV バンダイチャンネル GYAO! niconico Google Play TSUTAYA TV HAPPY!動画 ムービーフルPlus milplus ビデオマーケット DMM.com GYAO!ストア music.jp COCOROVIDEO |

### BD
| 巻 | 発売日        | 収録話          | 規格品番   |
| -- | ------------- | --------------- | ---------- |
| 1  | 2021年6月9日  | 第1話 - 第3話   | BSTD-20461 |
| 2  | 2021年7月28日 | 第4話 - 第6話   | BSTD-20462 |
| 3  | 2021年8月11日 | 第7話 - 第9話   | BSTD-20463 |
| 4  | 2021年9月29日 | 第10話 - 第13話 | BSTD-20464 |

### Web番組
吉田役の興津和幸と荻原沙優役の市ノ瀬加那が出演する『ひげを剃る。そして女子高生と喋る。』が、2021年1月25日よりニコニコチャンネルおよびYouTubeにて配信。本放送前は月1回の動画番組として、本放送開始後はWebラジオとして配信される。